# Belgisch Scheepvaartwetboek
Het Belgisch Scheepvaartwetboek (Frans: Code belge de la Navigation) codificeert sinds 8 mei 2019 het Belgische recht inzake zeevaart en binnenvaart. Het regelt zowel privaatrechtelijke als publiekrechtelijke aspecten en houdt rekening met de zesde staatshervorming. De pleziervaart is afzonderlijk geregeld. Het Scheepvaartwetboek erkent de gebruiken en de algemene scheepvaartrechtelijke beginselen als rechtsbronnen, zodat er met name in het havenbedrijf ruimte bestaat voor een vorm van zelfregulering.

## Totstandkoming
De redactie van het wetboek gebeurde door de Commissie Maritiem Recht onder het voorzitterschap van Eric Van Hooydonk. Het werk binnen de commissie nam twaalf jaar in beslag en het resultaat is op nauwelijks twee maanden tijd behandeld in het parlement.

## Voetnoten
1. ↑  Wet van 5 juli 2018 betreffende de pleziervaart